# Мікі Нуньєс
Міґель «Мікі» Нуньєс Позо (ісп. Miguel Núñez Pozo; відомий також під мононімом Мікі; нар. 6 січня 1996, Таррасса, Барселона, Іспанія) ― іспанський співак, який представляв Іспанію на пісенному конкурсі Євробачення 2019 в Тель-Авіві, Ізраїль з піснею «La venda».
У 2018 році він взяв участь у серіалі «Operación Triunfo», де зайняв 6-те місце.

## Кар'єра
До «Operación Triunfo», Мікі вивчав гітару і фортепіано, а також здобув ступінь з адміністрації та менеджменту. Він також був вокалістом в кавер-гурту Dalton Bang, з яким гастролював у Каталонії.
У 2018 році Мікі прослуховувався на десяту серію «Operación Triunfo», як один з його 18 учасників, відібраних для відкриття гала-концерту, і зайняв 6 місце. Тоді Мікі був одним з 13 конкурсантів «Operación Triunfo», яким представили пісні на пісенний конкурс «Євробачення» 2019 року. Він отримав три пісні: «Nadie se salva» в дуеті з Наталією Лакунце, сольні пісні «El equilibrio» і «La venda». «Nadie se salva» і «La venda» вийшли на Eurovision Gala, зробивши його і Lacunza єдиними учасниками з більш ніж однією піснею у національному фіналі.
20 січня 2019 року Мікі був обраний аудиторією як представник Іспанії на конкурсі Євробачення 2019 з піснею «La venda».

### Євробачення
18 травня 2019 року відбувся фінал Євробачення 2019, в якому Іспанія виступила країною-автофіналісткою. Мікі виступив 26-м у фіналі конкурсу, закривши його своїм виступом. 53 бали від глядачів та 1 бал від журі, що склали у сумі 54 бали, принесли Іспанії 22 місце на Пісенному конкурсі Євробачення 2019.

## Дискографія

### Альбоми
| Назва   | Подробиці                                                      | Позиції у чартах |
| Назва   | Подробиці                                                      | SPA              |
| ------- | -------------------------------------------------------------- | ---------------- |
| Amuza   | - Реліз: 13 вересня 2019 року - Лейбл: Universal Music Spain   | 1                |
| Iceberg | - Реліз: 20 листопаду 2020 року - Лейбл: Universal Music Spain | 4                |

### Сингли
| Назва                                      | Рік  | Позиції у чартах | Альбом        |
| Назва                                      | Рік  | SPA              | Альбом        |
| ------------------------------------------ | ---- | ---------------- | ------------- |
| «La venda»                                 | 2019 | 13               | Amuza         |
| «Celébrate»                                | 2019 | 62               | Amuza         |
| «Escriurem»                                | 2019 | —                | Amuza         |
| «Coral del Arrecife» (разом з Софія Еллар) | 2019 | —                | Amuza         |
| «Me Vale»                                  | 2020 | 95               | Iceberg       |
| «Un Estiu Que No S'Acaba»                  | 2020 | —                | Поза альбомом |
| «Viento y Vida» (разом з Despistaos)       | 2020 | —                | Iceberg       |
| «No M'ho Esperava»                         | 2021 | —                | Iceberg       |
| «Sin Noticias de Gurb»                     | 2021 | —                | Iceberg       |

### У співпраці
| Назва                                                                   | Рік  | Альбом        |
| ----------------------------------------------------------------------- | ---- | ------------- |
| «La sortida» (Sense sal у співпраці з Мікі Нуньєс)                      | 2019 | Поза альбомом |
| «Tira de la manta» (Emlan у співпраці з Мікі Нуньєс)                    | 2020 | Поза альбомом |
| «El Dia de la Victòria» (Buhos у співпраці з Miki Núñez, Suu & Lildami) | 2020 | Поза альбомом |
| «¿Qué Tal?» (Манель Наварро і Мікі Нуньєс)                              | 2021 | Cicatriz      |

### Промо-сингли
| Пісня                                                    | Рік  | Альбом                 |
| -------------------------------------------------------- | ---- | ---------------------- |
| «El ataque de las chicas cocodrilo»(разом з Карлос Райт) | 2018 | Operación Triunfo 2018 |
| «Alma Mía»(разом з Альба Рече)                           | 2018 | Operación Triunfo 2018 |
| «Friday I'm In Love»(разом з Джоан Гаррідо)              | 2018 | Operación Triunfo 2018 |
| «Quédate en Madrid»(разом з Марія Вільяр)                | 2018 | Operación Triunfo 2018 |
| «El Patio»                                               | 2018 | Operación Triunfo 2018 |
| «Shallow»(разом з Наталія Лакунза)                       | 2018 | Operación Triunfo 2018 |
| «No Olvidarme De Olvidar»(разом з Сабела Раміль)         | 2018 | Operación Triunfo 2018 |
| «Can We Dance»                                           | 2018 | Operación Triunfo 2018 |
| «Una Lluna A L'Aigua»                                    | 2018 | Operación Triunfo 2018 |
| «Promesas Que No Valen Nada»                             | 2018 | Operación Triunfo 2018 |
| «Hijos De La Tierra»                                     | 2018 | Operación Triunfo 2018 |
| «Some Nights»                                            | 2018 | Operación Triunfo 2018 |
| «Calypso»(разом з Фамоус Оберого & Сабела Раміль)        | 2018 | Operación Triunfo 2018 |

## Фільмографія
| Рік       | Назва                          | Переклад                                | Роль                                            | К-ть епізодів |
| --------- | ------------------------------ | --------------------------------------- | ----------------------------------------------- | ------------- |
| 2018–2019 | Operación Triunfo              | Операція Тріумф                         | Сам / учасник                                   | 16            |
| 2019      | Eurovision Song Contest 2019   | Пісенний конкурс Євробачення 2019       | Сам / Учасник від Іспанії                       | 2             |
| 2019      | Paquita Salas                  | Пакіта Салас                            | Сам                                             | 1             |
| 2019      | La mejor canción jamás cantada | Найкраща пісня, яку коли-небудь співали | Сам / Запрошений учасник                        | 2             |
| 2020      | Tu cara me suena               | Твоє обличчя мені знайоме               | Запрошений учасник / Імітатор Сантьяго Аусерона | 2             |
| 2020      | La casa fuerte                 | Міцний дім                              | Сам / Гість                                     | 1             |
| 2020      | Operación Triunfo              | Операція Тріумф                         | Сам / Запрошений учасник                        | 1             |
| 2020      | Cover                          | ―                                       | Сам / Гість                                     | ―             |